# Fläckig myrfångarspindel
Fläckig myrfångarspindel (Euryopis flavomaculata) är en spindelart som först beskrevs av Carl Ludwig Koch 1836.  Fläckig myrfångarspindel ingår i släktet Euryopis och familjen klotspindlar. Arten är reproducerande i Sverige. Inga underarter finns listade i Catalogue of Life.